# История Западной Бенгалии
После распада Британской Индии в 1947 году Бенгалия была разделена по религиозному признаку. Западная часть региона была присоединена к Индии (под названием Западная Бенгалия), в то время как восточная часть присоединилась к Пакистану в качестве провинции, называемой Восточной Бенгалией (позднее переименованной в Восточный Пакистан). Восточный Пакистан стал независимым государством под названием Бангладеш в 1971 году. Раздел Бенгалии породил множество социально-экономических, политических и этнических проблем.

## Хронология
В 1950 году туземное княжество Куч-Бихар объединилось с Западной Бенгалией, после того как король княжества подписал документ о присоединении к Индии.
В 1967 году началось крестьянское восстание жителей деревни Наксалбари, поддержанное леворадикальным крылом маоистской Коммунистической партии Индии (марксистской) во главе с Чару Мазумдаром и Кану Саньялом. Движение наксалитов распространилось по всей территории Западной Бенгалии, на их долю приходится половина совершаемых в Индии терактов. Война за независимость Бангладеш привела к тому, что миллионы беженцев прибыли в Западную Бенгалию из Восточной, в результате чего возросла нагрузка на инфраструктуру региона.
Во время эпидемии оспы 1974 года погибли тысячи людей. Политика Западной Бенгалии претерпела значительные изменения, когда Левый фронт выиграл выборы 1977 года, победив Индийский национальный конгресс. Левый фронт, включавший Коммунистическую партию Индии (марксистскую), Коммунистическую партию Индии и их союзников, побеждал на выборах последующие три десятилетия.
Восстановление экономики Западной Бенгалии набирает обороты после экономических реформ в Индии начала 1990-х со стороны центрального правительства. В 2007 году наксалиты организовали несколько террористических атак в Западной Бенгалии, а их вооружённые столкновения с правительственными войсками сказались на программах администрации по развитию провинции.